# Les Brisants du Lion
Les Brisants du Lion (französisch für Die Brecher des Löwen) sind ein Gebiet aus Felsenriffen vor der Küste des ostantarktischen Adélielands. Sie liegen nördlich der Île du Lion im Géologie-Archipel. 
Französische Wissenschaftler benannten sie 1977 in Anlehnung an die Benennung der gleichnamigen und benachbarten Insel.